# Salpis orbifera
Salpis orbifera là một loài bướm đêm trong họ Geometridae.